# Santa Cruz, Paraíba
- Acest articol se referă la orașul Santa Cruz din statul brazilian Paraíba.  Pentru orice alte utilizări ale termenului, vedeți Santa Cruz (dezambiguizare).

Santa Cruz este un oraș în Paraíba (PB), Brazilia. 